# Ian Wilson (remero)
Ian Wilson es un deportista británico que compitió en remo. Ganó tres medallas en el Campeonato Mundial de Remo entre los años 1979 y 1984.

## Palmarés internacional
| Campeonato Mundial | Campeonato Mundial | Campeonato Mundial | Campeonato Mundial        |
| Año                | Lugar              | Medalla            | Prueba                    |
| ------------------ | ------------------ | ------------------ | ------------------------- |
| 1979               | Bled (Yugoslavia)  | Medalla de oro     | Cuatro sin timonel ligero |
| 1983               | Duisburgo (RFA)    | Medalla de plata   | Cuatro sin timonel ligero |
| 1984               | Montreal (Canadá)  | Medalla de bronce  | Cuatro sin timonel ligero |